# Górka (Broniszewice)
Górka – niestandaryzowana część wsi Broniszewice, położona w  województwie wielkopolskim, w powiecie pleszewskim, w gminie Czermin.
Przysiółek znajduje się w środkowej części Broniszewic. W przysiółku w latach 1906-1914 osadnicy niemieccy wznieśli Kościół Świętych Apostołów Piotra i Pawła.